# Ai no Album 8
Ai no Album 8 (愛のアルバム⑧ (Ai no Arubamu Hachi?)) è l'ottavo album in studio del gruppo idol femminile giapponese Berryz Kobo, pubblicato nel 2012.

## Tracce
Testi e musiche di Tsunku.
1. Mythology ~Ai no Album~ (Mythology～愛のアルバム～)
2. Yo no Naka no Barairo (世の中薔薇色)
3. Shy Boy
4. Because Happiness
5. Ren'ai Moyō (恋愛模様)
6. Ai no Dangan (愛の弾丸)
7. Amazuppai Haru ni Sakura Saku (甘酸っぱい春にサクラサク)
8. Atarashii Hibi (新しい日々)
9. Aa, Yo ga Akeru (ああ、夜が明ける)
10. Seishun Gekijō (Berryz Kōbō Ver.) (青春劇場（Berryz工房Ver.）)